# (138) Tolosa
(138) Tolosa – planetoida z pasa głównego asteroid okrążająca Słońce w ciągu 3 lat i 305 dni w średniej odległości 2,45 j.a. Została odkryta 19 maja 1874 roku w Tuluzie przez Josepha Perrotina. Nazwa planetoidy pochodzi od łacińskiej nazwy miasta, w którym została odkryta.